# Шерер, Вильгельм
Вильгельм Ше́рер (нем. Wilhelm Scherer; 26 апреля 1841, Шёнборн, Австрия — 6 августа 1886, Берлин) — немецкий филолог, историк литературы. Профессор Венского (1868), Страсбургского (1872), Берлинского (1877) университетов.
Член Берлинской академии наук (1884; корреспондент с 1875), член-корреспондент Венской Императорской академии наук (1869), Баварской академии наук (1884).

## Биография
Труды его относятся к критическому установлению текстов, языкознанию, истории словесности, а в посмертном труде к её теории.
Совместно с Мюлленгофом он издал «Denkmäler deutscher Poesie und Prosa aus dem VIII bis zum XII Jahrhundert» (1864; 2 изд., 1873), вместе с Лоренцем «Geschichte des Elsasses» (1871; 3 изд., 1885), где им написана история литературы, вместе с Тен-Бринком он издавал с 1874 года «Quellen und Forschungen zur Sprach- und Kulturgeschichte». К истории языка относится «Zur Geschichte der deutschen Sprache» (1868; 2 изд., 1878); к истории немецкой литературы — «Deutsche Studien» (1872—1878); «Geistliche Poeten der deutschen Kaiserzeit» (1874—75); «Geschichte der deutschen Dichtung im XI und XII Jahrhundert» (1875); «Die Anfänge des deutschen Prosa-Romans» (1877); «Aus Goethes Frühzeit» (1879); «Jakob Grimm» (1865) и, наконец, достойно увенчивающая эти многолетние труды «Geschichte der deutschen Litteratur» (1880—1883; русский перевод 1893, под ред. A. H. Пыпина, со статьей его во 2 т. о Шерере). Уже после смерти Шерера издана его «Poetik» (1888) — обширный отрывок широко и талантливо задуманного труда, имевшего целью поставить на место старой догматической поэтики новую теорию поэзии, основанную на эволюционной точке зрения. 
Новые движения в историко-философском мышлении, совпадавшие с учебными годами Шерера, определили его научное мировоззрение. В истории литературы он явился самостоятельным последователем Конта, Милля, Бокля, смягчая их исключительный эмпиризм и детерминизм более высокой оценкой роли личности и склонностью к смелым гипотезам. Строго позитивное историческое исследование не было для него само по себе целью, но должно было явиться основой «системы национальной этики»; эту идеальную цель он стремился осуществить в своей «Истории немецкой литературы».
О Шерере писали Dilthey («Deutsche Rundschau», 1886, октябрь), Herm. Grimm («Deutsche Litteraturzeitung», 1887, № 3), Erich Schmidt («Goethe-Jahrbuch», т. IX, 1888), Heinzel («Gedächtnissrede», 1886), Joh. Schmidt («Gedächtnissrede», 1886); оценка его деятельности дана также в «Grundriss der germ. Philologie» (в. I) Герм. Пауля.